# Declaration of Independence (Trumbull)
Declaration of Independence (deutsch: Die Unabhängigkeitserklärung) ist ein 3,7 × 5,5 Meter (12 × 18 Fuß) großes Ölgemälde des amerikanischen Malers John Trumbull, das die Übergabe des Entwurfs der Unabhängigkeitserklärung an den Kontinentalkongress zeigt. Es basiert auf einer deutlich kleineren Version der gleichen Szene, die sich heute in der Yale University Art Gallery befindet. Das Gemälde wurde 1817 vom Senat in Auftrag gegeben, 1819 gekauft und 1826 in der Rotunde des United States Capitol aufgestellt.
Das Gemälde wird manchmal fälschlicherweise als die Unterzeichnung der Unabhängigkeitserklärung beschrieben. Es zeigt allerdings die fünf Mitglieder des Committee of Five: den Hauptverfasser Thomas Jefferson, John Adams, Roger Sherman, Robert R. Livingston und Benjamin Franklin bei der Vorstellung der von ihnen entworfenen Erklärung  vor dem Zweiten Kontinentalkongress und Präsident John Hancock in der Independence Hall in Philadelphia am 28. Juni 1776. Verabschiedet wurde die Unabhängigkeitserklärung weniger als eine Woche später am 4. Juli 1776 und dann am 2. August 1776 von den meisten Delegierten unterzeichnet.
Das Gemälde zeigt nur 42 der 56 späteren Unterzeichner der Erklärung. Trumbull wollte ursprünglich alle 56 Unterzeichner malen, für einige ließen sich aber keine Vorlagen finden oder erstellen. Dafür befinden sich die fünf Personen George Clinton, Robert R. Livingston, Thomas Willing, Charles Thomson und John Dickinson auf dem Bild, die die Erklärung nicht unterzeichneten.

## Legende der im Gemälde abgebildeten Personen

Declaration of Independence von John Trumbull

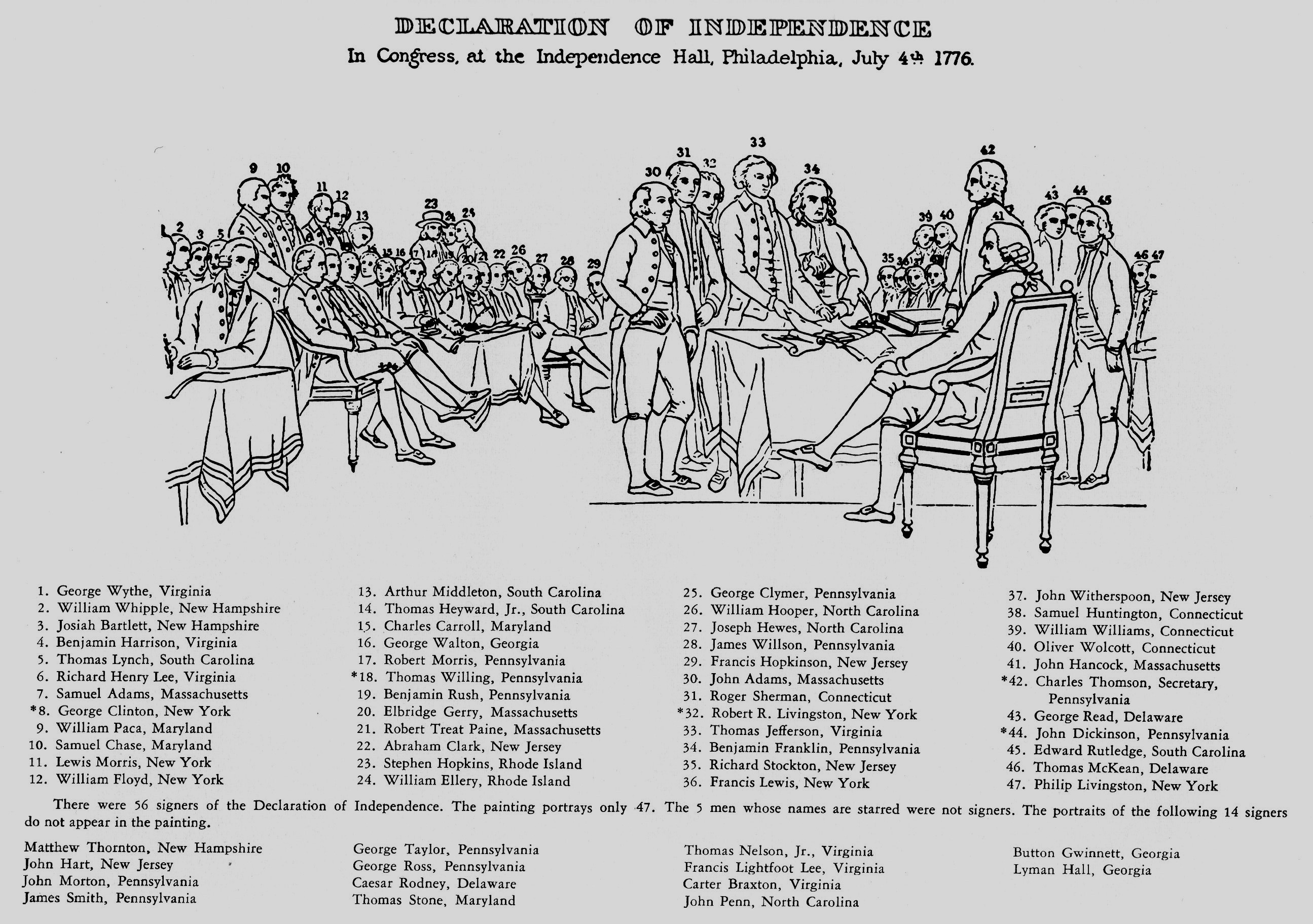
Legende der auf dem Gemälde abgebildeten Personen

Die folgende Legende zu den 47 im Gemälde abgebildeten Personen folgt der Nummerierung, wie sie auf der Abbildung rechts zu finden ist, allerdings ist sie nicht vollständig in der richtigen Reihenfolge, da die Personen in Gruppen notiert werden, um ihre Positionierung klarer beschreiben zu können. Die Personen werden in den Gruppen jeweils von links nach rechts aufgeführt.
Vier sitzende Personen am linken Rand:
- 1. George Wythe
- 2. William Whipple
- 3. Josiah Bartlett
- 5. Thomas Lynch junior

Links am Tisch sitzend:
- 4. Benjamin Harrison V

Drei zusammenstehende Personen rechts von Harrison und vor den stehenden Personen:
- 6. Richard Henry Lee
- 7. Samuel Adams
- 8. George Clinton*

Fünf zusammenstehende Personen auf der linken Seite:
- 9. William Paca
- 10. Samuel Chase
- 11. Lewis Morris
- 12. William Floyd
- 13. Arthur Middleton

Drei sitzende Personen im Hintergrund zwischen den beiden stehenden Personengruppen:
- 14. Thomas Heyward junior
- 15. Charles Carroll
- 16. George Walton

Gruppe von drei Personen, die hinten zusammenstehen:
- 23. Stephen Hopkins (trägt einen Hut)
- 24. William Ellery
- 25. George Clymer

Zehn sitzende Personen:
- 17. Robert Morris (erster von links am Tisch)
- 18. Thomas Willing*
- 19. Benjamin Rush
- 20. Elbridge Gerry
- 21. Robert Treat Paine
- 22. Abraham Clark
- 26. William Hooper
- 27. Joseph Hewes
- 28. James Wilson
- 29. Francis Hopkinson

Fünf stehende Personen im Vordergrund (das Committee of Five):
- 30. John Adams
- 31. Roger Sherman
- 32. Robert R. Livingston*
- 33. Thomas Jefferson
- 34. Benjamin Franklin

Vier zusammensitzende Personen in der Nähe der rechten Ecke des Raums:
- 35. Richard Stockton
- 36. Francis Lewis
- 37. John Witherspoon
- 38. Samuel Huntington

Zwei stehende Personen in der rechten Ecke des Raums:
- 39. William Williams
- 40. Oliver Wolcott

Zwei Personen im Vordergrund am großen Tisch:
- 42. Charles Thomson* (stehend)
- 41. John Hancock (sitzend)

Drei stehende Personen auf der rechten Seite:
- 43. George Read
- 44. John Dickinson*
- 45. Edward Rutledge

Zwei sitzende Personen am rechten Rand:
- 46. Thomas McKean
- 47. Philip Livingston

(Hinweis: * – Im Gemälde abgebildet, aber kein Unterzeichner der finalen Unabhängigkeitserklärung)

## Nicht gemalte Unterzeichner
14 Unterzeichner der Unabhängigkeitserklärung sind nicht im Gemälde abgebildet:
- Matthew Thornton (New Hampshire)
- John Hart (New Jersey)
- John Morton (Pennsylvania)
- James Smith (Pennsylvania)
- George Taylor (Pennsylvania)
- George Ross (Pennsylvania)
- Caesar Rodney (Delaware)
- Thomas Stone (Maryland)
- Thomas Nelson junior (Virginia)
- Francis Lightfoot Lee (Virginia)
- Carter Braxton (Virginia)
- John Penn (North Carolina)
- Button Gwinnett (Georgia)
- Lyman Hall (Georgia)